# Kyseľová
Kyseľová je přírodní památka v katastrálním území obce Hradište pod Vrátnom v okrese Senica v Trnavském kraji na Slovensku. Území bylo vyhlášeno v roce 1990 a jeho rozloha je 18,13 hektaru. Předmětem ochrany je skalní lesostep s výskytem vzácných a ohrožených xerotermních druhů rostlin v Myjavské pahorkatině.